# Антків Богдан Михайлович
Антків Богдан Михайлович (14 січня 1915, Острів, нині Тернопільського району Тернопільської області — 22 грудня 1998, Львів) — український актор, драматург, заслужений артист УРСР (з 1952).
Батько Зиновія-Богдана Антківа, Юрія Антківа, брат Михайла Антківа.

## Життєпис
Батько — сільський диригент-самоук, керівник сільських аматорських хору, театру. Перші навички отримав під опікою батька на острівській сцені.
Закінчив у 1935—1936 роках 6-місячні заочні диригентські курси у Львові; керував хором у рідному селі, який співав у церкві й різних фестинах та концертах, а також драматичним гуртком, мандоліновим та духовим оркестром. У хорі співав навіть парох села о. Глуховецький. Виконавський рівень гуртків був досить високим, про що свідчить те, що з дозволу церковного владики духовому оркестру було дозволено під час Різдвяних і Великодніх свят грати в церкві села Острів.
Польській владі була не до вподоби діяльність «Просвіти», яка виховувала національно свідомих українців. Тому влада виселяє Богдана Антківа, як активного діяча «Просвіти», у прикарпатське село Горохолину Богородчанського повіту Станиславівського воєводства. Працюючи в «Маслосоюзі» (кооперативно-кредитна спілка), керував хорами (дорослим чоловічим і змішаним дитячим) читальні «Просвіти».
Згадує тодішня учасниця хору Марія Каралаш, (1922 р.н.): «Батько мене привів у читальню „Просвіти“ в горішній частині села, коли мені було 14 років, і я стала учасницею хору молодіжної організації „Соколята“. Хор носив ім'я Т. Шевченка. Ми виступали з концертами в селах Горохолина-Ліс, Грабовець, Старуня, Діброва, Горохолина-Долішня. Репертуар хору складався з українських народних, стрілецьких, пісень на слова Тараса Шевченка. Ми брали участь у виставах, де режисером і автором був Богдан Антків».
У 1934—1936 інсценізував поеми Тараса Шевченка «Відьма», «Сотник», «Петрусь», які були поставлені аматорськими колективами на Тернопільщині.
1939 року після анексії Західної України «Просвіту» закрили і хор перестав існувати.
1940—1941 років Богдан Антків співає в хоровій капелі при Тернопільській обласній філармонії. Від 1941-го до 1944-го керував сільським хором і драматичним гуртком у рідному селі Острів.
1942 року хор села Острів бере участь у крайовому конкурсі у Львові, присвяченому 100-річчю з дня народження Миколи Лисенка.
Від 1944-го до 1948 року Богдан Антків працює хормейстером у Тернопільському драматичному театрі імені І. Франка. Тернопіль було дуже зруйновано в роки війни, тому театр працював у м. Чортків Тернопільської області.
Зі спогадів сина Юрія: «Якось захворів актор, що грав головну роль у п'єсі М. Старицького „Ой не ходи, Грицю, та й на вечорниці“. Не було дублера, і батько погодився замінити його. Зігравши блискуче роль, батько був зарахований у трупу і відтоді поєднував професію актора з професією хормейстера».
1948 року театр перевели в Тернопіль і почали іменувати Тернопільський музично-драматичний театр ім. Т. Г. Шевченка. Тут Богдан Антків працює до 1963 року, виконуючи героїко-романтичні ролі. Від 1950 до 1958 року пише музику до вистав театру. 1952-го Б. Антківу було присвоєно звання заслуженого артиста України. Від 1963 до 1964-го Богдан Михайлович диригував студентським ансамблем «Черемош».
Від вересня 1963 року до останніх днів життя Богдан Антків працював у Львівському академічному театрі ім. Марії Заньковецької. До міста Лева переїхав через потребу сприяти кращому навчанню синів для реалізації їх талантів. Переїзд викликав скандал, за словами Федора Стригуна, бюро обкому партії прийняло постанову, якою зобов'язувало Б. Анткова повернутися назад. Як результат співпраці з Іриною Вільде на сцену виходить інсценізація роману «Сестри Річинські». Ця п'єса мала довге життя, була візитівкою театру на гастролях, її зіграли на сцені понад 400 разів, і на кожну виставу приходила Ірина Вільде.[джерело?]

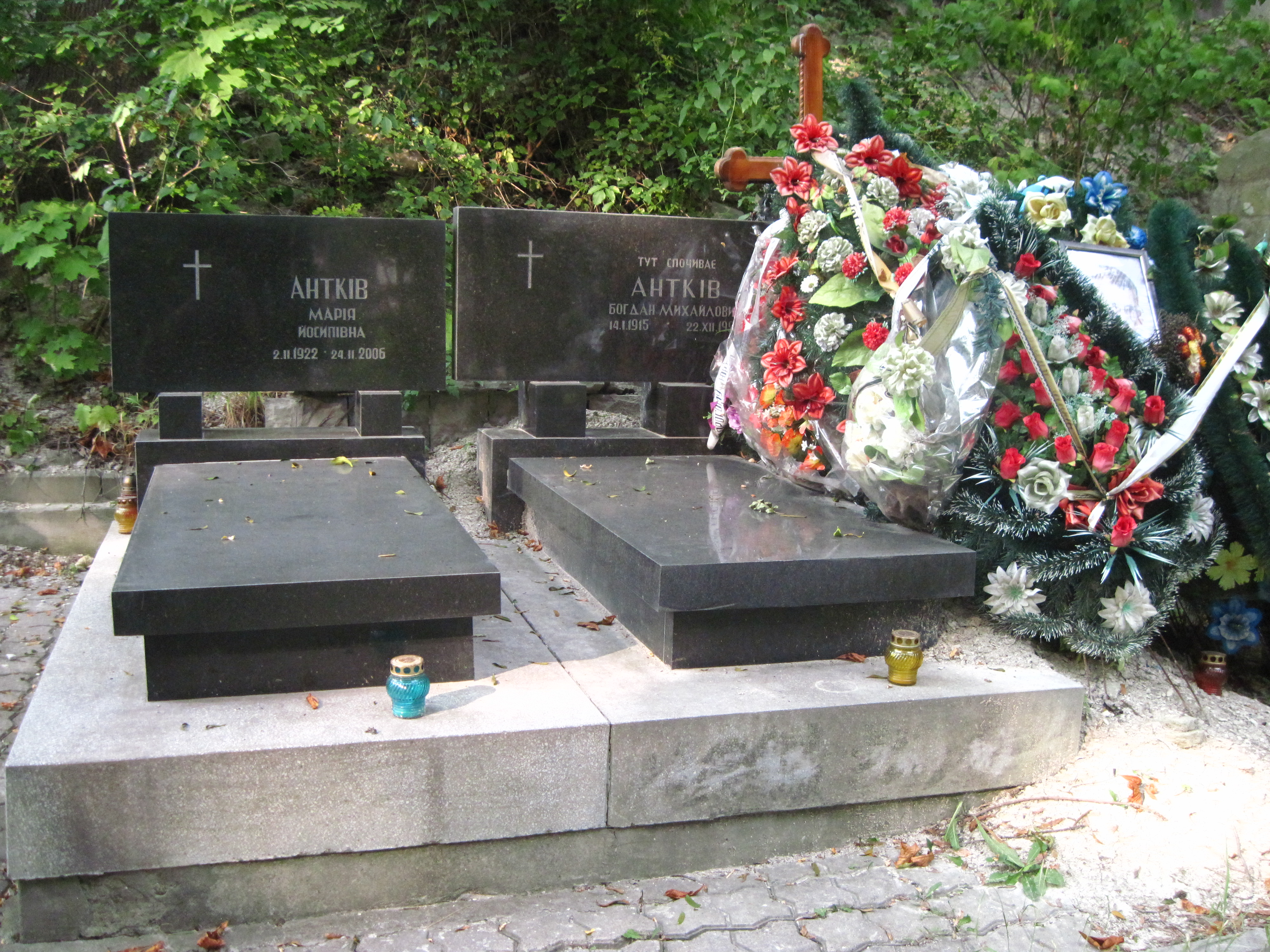
Могила родини Антківих, 2015

У театрі ім. М. Заньковецької митець інсценізує твори «На зламі ночі», «Край битого шляху», «Несподівані зустрічі» (всі у співавторстві з Романом Іваничуком), «Прапороносці» Олеся Гончара (у співавторстві з С. Данченком), трилогію «Мотря» Богдана Лепкого тощо.
Похований на Личаківському цвинтарі Львова.

## Театральна діяльність
- працював у Львівському державному академічному українському драматичному театрі ім. Марії Заньковецької
- ролі у виставах (Весілля Кречинського)
- автор інсценізацій (Сестри Річинські, Батурин)
- автор музики до вистав.

Створив образи Гната Карого («Назар Стодоля», Тернопільський обласний музично-драматичний театр імені Тараса Григоровича Шевченка, 1948) і Гонти («Гайдамаки» за Шевченком, Львівський український драматичний театр імені Марії Заньковецької, 1963).
У виставах за мотивами творів Тараса Шевченка виконав ролі Марка («Мати-наймичка» І. Тогобочного, Чортківський театр, 1945), Недобитого («Невольник» Марка Кропивницького, 1961, Тернопіль), Крайбіди («Марина» М. Зарудного, 1965, Львівський український драматичний театр імені Марії Заньковецької). Виступав з читанням творів Тарса Шевченка.
Автор музики до вистав Тернопільського обласного музично-драматичного театру (1950—1958):
- «Ой не ходи, Грицю» М. Старицького,
- «Люди доброї волі» Г. Мдівані,
- «Весняний Потік» З. Прокопенка,
- «Директор» С. Альошина,
- «Зоряні ночі» В. Вакуленка,
- «Буйна голівонька» Б. Мінца,
- «Наливайко» В. Грипича та В. Серпкова за І. Ле та ін.

Інсценізував прозові твори:
- «Розлука» І. Цюпи (1961);
- «На зламі ночі» (1964),
- «Край битого шляху» (1966),
- «Несподівані зустрічі» Р. Іваничука,
- «Прапороносці» О. Гончара (1975; всі — співавт.),
- «Мотря» Б. Лепкого (1994) та ін.

Автор музики до романсів, хорів і пісень.
Переклав п'єси: Я. Івашкевича «Літо в Ноані», Г. Запольської «Мужчина» та «Жабуся».